# Anáclasis
En la poesía inglesa, la sustitución o inversión (o en poesía clásica latina, la anáclasis) es el uso de un pie métrico ajeno en una línea de patrón métrico regular. Por ejemplo, en una línea yámbica de «da DUM», una sustitución trocaica introduciría un pie de «DUM da».

## En inglés
En una línea de verso que normalmente emplea la métrica yámbica, la sustitución trocaica describe la sustitución de un yambo por un troqueo.
La siguiente línea de To Autumn de John Keats es un pentámetro yámbico sencillo:
To swell the gourd, and plump the hazel shells
En el siguiente análisis se representan las sílabas débiles (°), fuertes (/) y divisiones entre pies (|):
|  | °  | /     |  | °   | /      |  | °   | /    |  | °   | /   |  | °   | /      |
|  | To | swell |  | the | gourd, |  | and | plum |  | the | ha- |  | zel | shells |

La apertura de un soneto de John Donne demuestra la sustitución trocaica del primer pie (Batter):
|  | /    | °   |  | °  | /     |  | °      | /    |  | °     | /    |  | °   | /   |  |
|  | Bat- | ter |  | my | heart |  | three- | per- |  | soned | God, |  | for | you |  |

Donne usa una inversión (DUM da en lugar de da DUM) en el primer pie de la primera línea para enfatizar el verbo clave, batter, y luego establece un patrón yámbico claro con el resto de la línea.
Hamlet de Shakespeare incluye un ejemplo bien conocido:
To be, or not to be: that is the question:
Whether 'tis nobler in the mind to suffer
The slings' and arrows of outrageous fortune
En la primera línea, la palabra that se enfatiza en lugar de is, que sería un acento antinatural. La primera sílaba de Whether también se acentúa, haciendo un comienzo trocaico de la línea.
John Milton utilizó esta técnica ampliamente, lo que llevó al crítico FR Leavis a llamar insultantemente a esta técnica the Miltonic Thump ('el golpe de Miltonic').